# Heaven Is
"Heaven Is" – utwór brytyjskiego zespołu Def Leppard. Jest to piąty singel z albumu zatytułowanego Adrenalize.

## Notowania
| Lista                                | Pozycja |
| ------------------------------------ | ------- |
| UK Singles (Official Charts Company) | 13      |
| Irish Recorded Music Association     | 24      |